# I dodici mesi (film 1980)
I dodici mesi (世界名作童話 森は生きている?, Sekai meisaku dōwa: Mori wa ikiteiru, lett. "I capolavori mondiali della fiaba: La foresta prende vita") è un film anime del 1980 diretto da Kimio Yabuki.
La pellicola è stata prodotta dalla Toei Animation in collaborazione con lo studio Sojuzmul'tfil'm di Mosca, ed è tratta dall'opera teatrale omonima di Samuil Jakovlevič Maršak a sua volta ispirata ad una fiaba popolare slovacca. Sojuzmul'tfil'm aveva già realizzato un film omonimo basato sullo stesso soggetto nel 1956. Il film rappresenta il terzo episodio di Sekai meisaku dōwa, una serie di cinque film tratti da fiabe, preceduto da Heidi diventa principessa (1977) e Pollicina (1978), e seguito da Il lago dei cigni (1981) e La lampada di Aladino (1982).

## Trama
Alla vigilia dell'anno nuovo, la piccola Anja viene mandata dalla matrigna nella foresta a raccogliere dei bucaneve richiesti dalla giovane regina. La fanciulla sopravvive ad una terribile tempesta di neve, e in una radura incontra i dodici mesi dell'anno, che la aiuteranno ad assolvere l'impossibile compito. La bambina giura ai dodici fratelli di mantenere il segreto. Persino quando viene fatta chiamare al cospetto della viziata regina, Anja si rifiuta di tradire la promessa fatta. Ma quando la situazione si complicherà i dodici mesi correranno in suo soccorso, mentre la piccola regina dovrà imparare un'importante lezione di umiltà.

## Colonna sonora
Le musiche sono state composte da Vladimir Ivanovich Krivtsov (già autore di altre colonne sonore per la Sojuzmul'tfil'm) ed eseguite dall'Orchestra filarmonica di Leningrado sotto la direzione di A. S. Dmitriev. 
- Nakanai wa (泣かないわ, lett. "Non piangerò"), scritta da Kimio Yabuki (testi) e Vladimir Krivtsov (musica), e cantata da Mari Yoshiko con Glinka Choir
- Mori wa ikiteiru (森は生きている, lett. "La foresta prende vita"), scritta da Kimio Yabuki (testi) e Vladimir Krivtsov (musica), e cantata da Mari Yoshiko con Glinka Choir

## Distribuzione

### Date di uscita e titoli internazionali
Le date di uscita internazionali sono state:
- 15 marzo 1980 in Giappone
- 22 aprile 1982 in Ungheria (Tizenkét hónap)
- 1983 in Spagna (Anya, la muchacha de las nieves)
- 27 dicembre 1983 in Francia (prima TV) (La Forêt Enchantée)
- 1º gennaio 1984 in Italia (prima TV) e negli Stati Uniti (home-video) (Twelve Months)
- 7 gennaio in Germania Est (prima TV) (Die zwölf Monate)
- 20 novembre 1985 in Germania Ovest (prima TV) (Anja und die vier Jahreszeiten)
- 1º maggio 2011 in Polonia (prima TV) (12 miesięcy)

### Edizione italiana
In Italia venne trasmesso in prima visione da Canale 5 la mattina del giorno di Capodanno del 1984.